# Indiana Central Canal

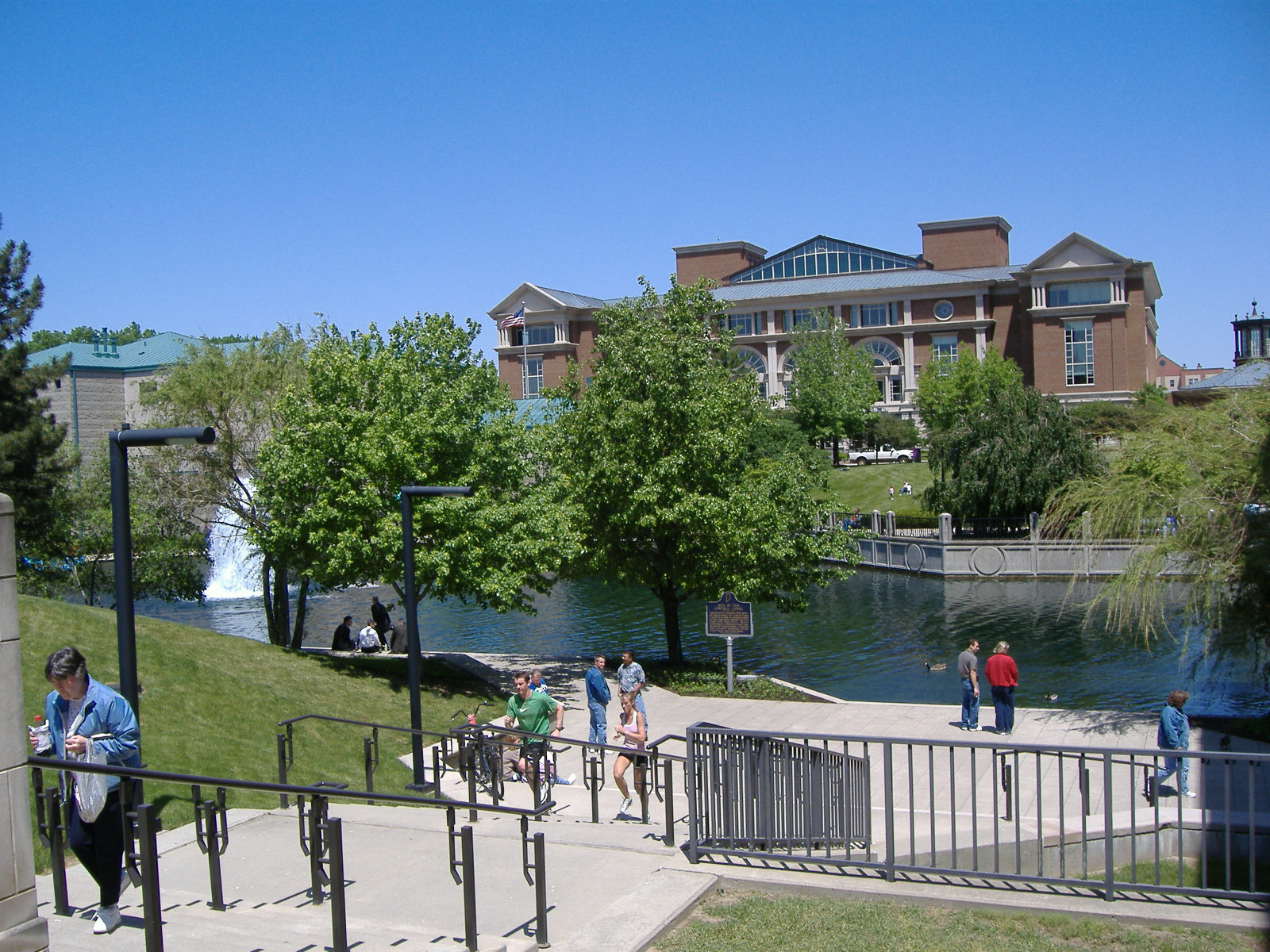
O canal no centro de Indianápolis.

Linha de edifícios da baixa de Indianápolis vista do canal com o Medal of Honor Memorial e o Indiana State Museum nos lados.

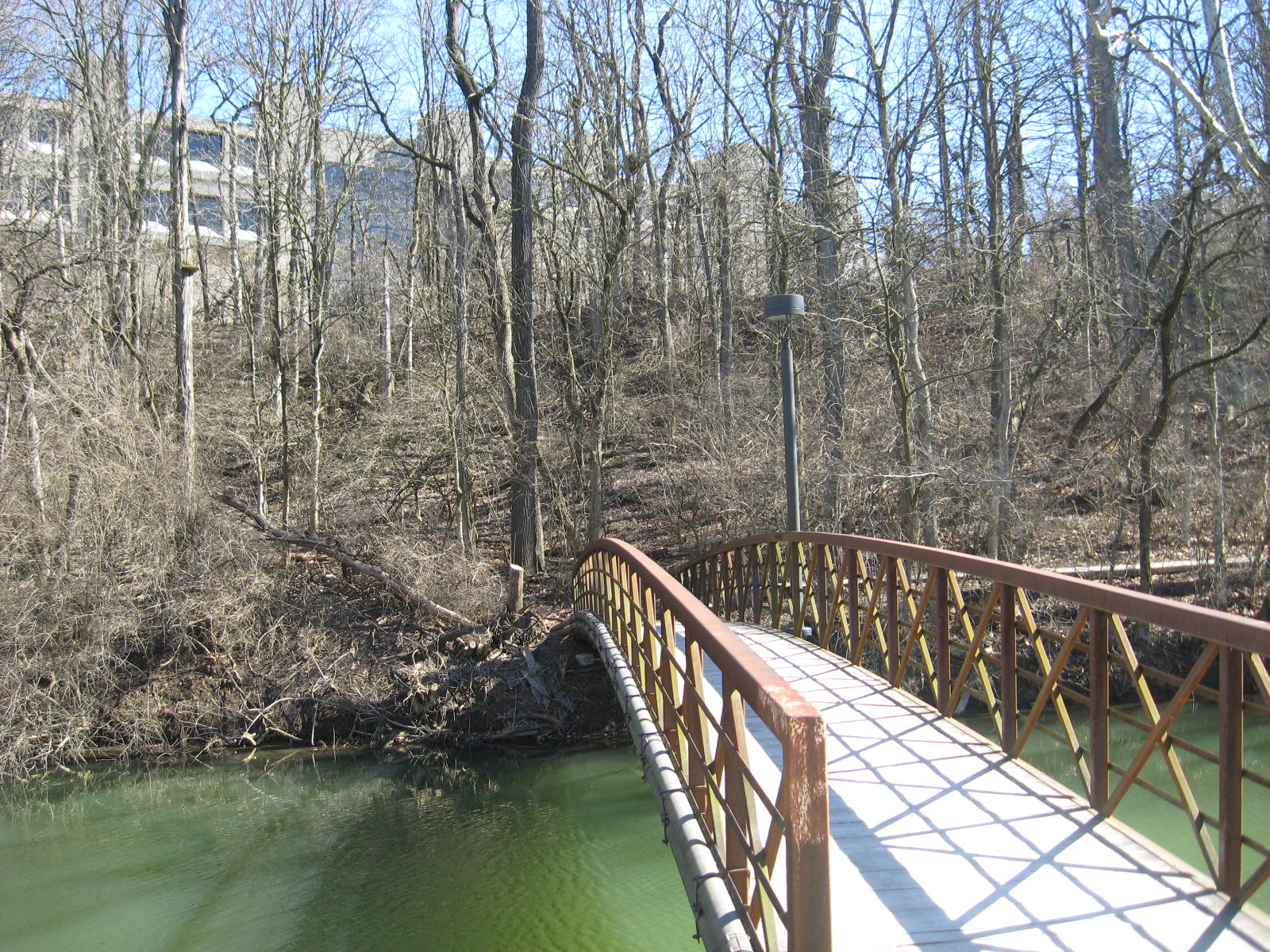
Ponte sobre o canal na Butler University.

O Canal Central de Indiana (em inglês:  Indiana Central Canal) é um canal inicialmente destinado a ligar o Canal de Wabash e Erie ao rio Ohio, na zona central do estado de Indiana, nos Estados Unidos. Foi financiado pelo Mammoth Internal Improvement Act, a tentativa de Indiana de participar na construção do canal, numa febre nacional iniciada pela construção do Canal Erie. US $ 3,5 milhões foram alocados para o projeto, a maior parte da lei de US $ 10 milhões. No entanto, devido ao pânico de 1837, Indiana sofreu dificuldades financeiras e teve que entregar o canal aos credores do estado, e a construção do canal foi interrompida em 1839. O canal deveria prolongar-se por 476 km entre Peru e Evansville, onde chegaria ao rio Ohio. Originalmente foi dividido em duas secções, norte e sul. Mais tarde, uma terceira secção foi incluída, a chamada secção de Indianápolis. Apenas 13 km foram concluídos, com 130 km adicionais entre Anderson e Martinsville, tendo sido parcialmente construídas.